# 府中町 (東京都府中市)
府中町（ふちゅうちょう）は、東京都府中市の地名。現行行政地名は府中町一丁目から府中町三丁目。郵便番号は183-0055。

## 地理
府中市の中央に位置する。
東から時計回りに、府中市緑町、府中市宮町、府中市宮西町、府中市幸町、府中市晴見町、府中市寿町、府中市 天神町、に隣接する。
府中駅北側の街区となる。

## 世帯数と人口
2022年（令和4年）8月1日現在の世帯数と人口は以下の通りである。
| 町丁         | 世帯数    | 人口    |
| ------------ | --------- | ------- |
| 府中町一丁目 | 1,472世帯 | 2,443人 |
| 府中町二丁目 | 1,732世帯 | 3,017人 |
| 府中町三丁目 | 878世帯   | 1,767人 |
| 計           | 4,082世帯 | 7,227人 |

## 小・中学校の学区
市立小・中学校に通う場合、学区は以下の通りとなる。
| 丁目   | 番地 | 小学校                 | 中学校                 |
| ------ | ---- | ---------------------- | ---------------------- |
| 一丁目 | 全域 | 府中市立府中第一小学校 | 府中市立府中第一中学校 |
| 二丁目 | 全域 | 府中市立府中第二小学校 | 府中市立府中第一中学校 |
| 三丁目 | 全域 | 府中市立府中第二小学校 | 府中市立浅間中学校     |

## 交通

### 鉄道

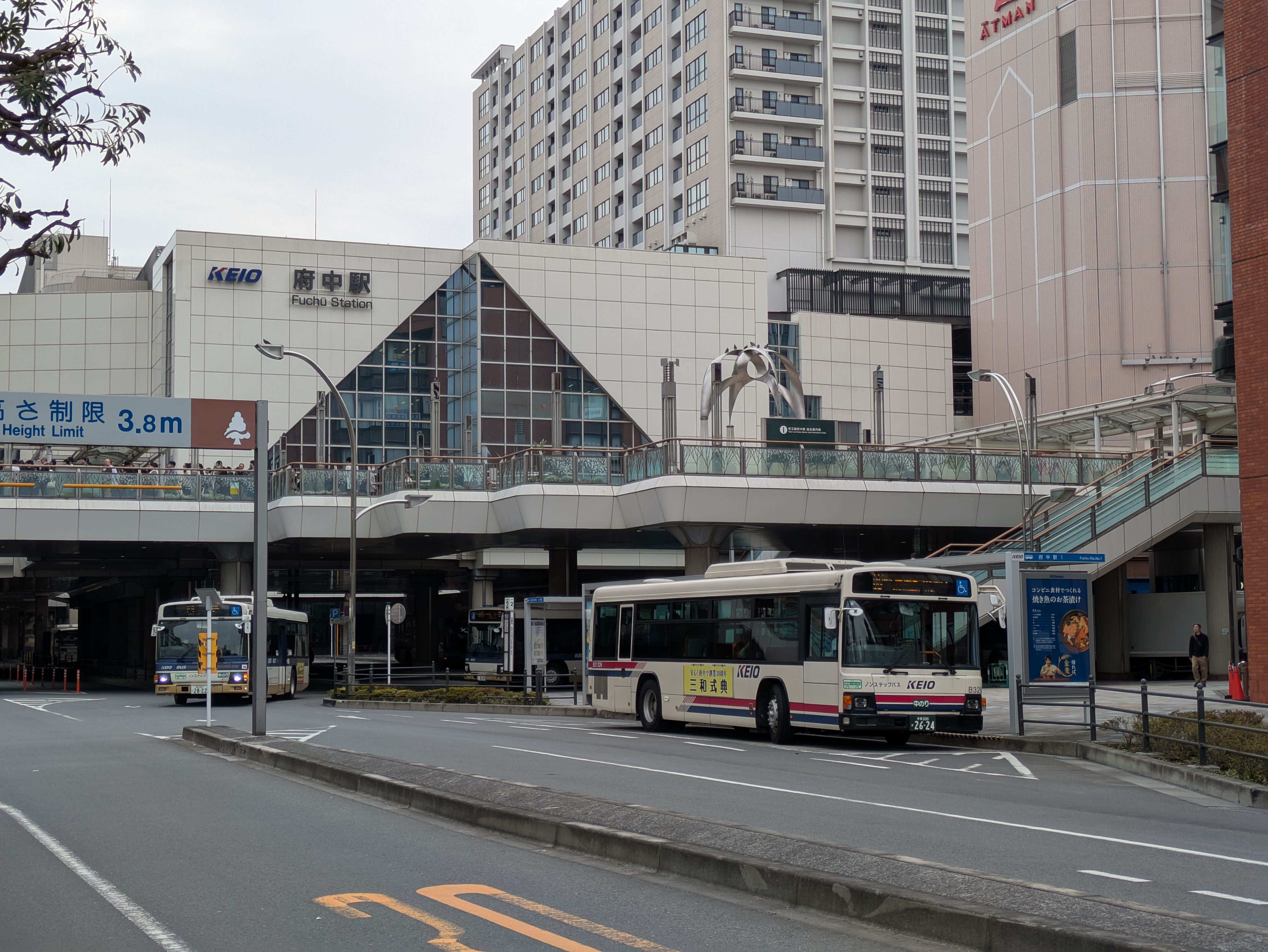
府中町駅北口(府中町1丁目)

| 隣接する街区の駅       | バス移動により利用可能な駅                                                                      |
| ---------------------- | ----------------------------------------------------------------------------------------------- |
| 京王線 - 府中駅(KO 20) | JR中央線 - 武蔵小金井駅(JC 15) JR中央線 西武国分寺線(SK01) 西武多摩湖線(ST01) - 国分寺駅(JC 16) |

府中駅の所在地は隣接する宮町となる。

### バス
- 京王電鉄バス府中営業所
- 府中市コミュニティバスちゅうバス

以上が街区内の路線を運行している

### 道路
- 国道20号（甲州街道）
- 東京都道15号府中清瀬線
- 東京都道133号小川山府中線

## 施設
- ルミエール府中
- 警視庁 府中警察署
- 府中公園